# László Hammerl
László Hammerl (ur. 15 lutego 1942 w Budapeszcie, zm. 3 maja 2024 tamże) – węgierski strzelec sportowy. Trzykrotny medalista olimpijski.
Specjalizował się w strzelaniu z karabinku małokalibrowego. Brał udział w czterech edycjach letnich igrzysk olimpijskich (XVIII Letnie Igrzyska Olimpijskie Tokio 1964, XIX Letnie Igrzyska Olimpijskie Meksyk 1968, XX Letnie Igrzyska Olimpijskie Monachium 1972, XXI Letnie Igrzyska Olimpijskie Montreal 1976), podczas dwóch zdobywał medale. W 1964 roku triumfował na dystansie 50 metrów w pozycji leżącej i zajął trzecie miejsce na dystansie 50 metrów w trzech postawach. Cztery lata później zajął drugie miejsce w pierwszej z tych konkurencji. W drużynie był brązowym medalistą mistrzostw świata (1974) i Europy (1975).